# Kastaars! 2022
De Kastaars! 2022 is de allereerste editie van de Vlaamse mediaprijzen. De uitreiking was te zien op VTM, Eén, Play4 en op hun streamingkanalen zoals VTM GO en VRT MAX. De show vond plaats op 28 januari 2023 in het Studio 100 Pop-Up Theater te Puurs.

## Genomineerden
| Categorie                   | Winnaar                                                   | Genomineerden | Uitgereikt door                    |                 |
| Publieksprijzen             | Publieksprijzen                                           | Publieksprijzen | Publieksprijzen                    | Publieksprijzen |
| --------------------------- | --------------------------------------------------------- | --- | ---------------------------------- | --------------- |
| Televisieprogramma van 2022 | De Mol (Play4)                                            | Shortlist The Masked Singer (VTM) Down the road (Eén) James de musical (Play4) Overige genomineerden Restaurant misverstand (Eén) Code van Coppens (VTM) Reizen Waes (Eén) De Ideale Wereld (Canvas) Taboe (Eén) De allerslimste mens ter wereld (Play4) | Willy Sommers Anne De Baetzelier   |                 |
| Radioprogramma van 2022     | Maarten & Dorothee (Qmusic)                               | Shortlist De inspecteur (Radio 2) De tijdloze (StuBru) Sven & Anke (Joe) Overige genomineerden De wereld van Sofie (Radio 1) Radio2 hitmix met Anja Daems (Radio 2) Fien Germijns (StuBru) Generation M (MNM) Raf & Rani (Joe) Kawtar & Keyaert (MNM) | Peter Van de Veire Kim Van Oncen   |                 |
| Online videoreeks           | Average Rob (YouTube)                                     | Shortlist Camille, Welkom in mijn leven (VTM GO) Behind The Mask (VTM GO) De Slimste 20 (GoPlay) Overige genomineerden Security Checkers (VTM GO) 2dezit (Streamz) Roomies (VRT MAX) #BelRiadh (VRT NWS) Viktor vs. Francesco (GoPlay) De keuze van Dany (HLN) | Jamie-Lee Six Rik Verheye          |                 |
| Podcast                     | De Kroongetuigen (HLN)                                    | Shortlist De Tien Meest Gegoogelde Vragen (Qmusic) Nerdland Weekoverzicht met Lieven Scheire (Qmusic) Lotte Gaat Diep (MNM) Overige genomineerden Björn in the USA (VRT NWS) Vrolijke Vrekken (Nieuwsblad) De stem van Assisen (Nieuwsblad) De allereerste getuigen (HLN) The Legend of Zillion (StuBru) Welcome to the AA (Independent) | Jamie-Lee Six Rik Verheye          |                 |
| Mediapersoonlijkheid        | James Cooke                                               | Shortlist Dieter Coppens Fien Germijns Tom Waes Overige genomineerden Gert Verhulst Danira Boukhriss Dina Tersago Siska Schoeters Erik Van Looy Philippe Geubels | Jens Dendoncker Niels Destadsbader |                 |
| Fictiereeks                 | Nonkels (Streamz/Play4)                                   | Shortlist Undercover (Eén) Chantal (Eén) Familie (VTM) Overige genomineerden Déjà Vu (Streamz/Play4) Dertigers (Eén) Twee Zomers (Eén) Thuis (Eén) Onder Vuur (Eén) De Kotmadam (VTM) | Barbara Sarafian Erik Van Looy     |                 |
| Deelnemer van het jaar      | Bart Cannaerts in De Allerslimste Mens ter Wereld (Play4) | Shortlist De cast van Restaurant Misverstand (Eén) Camille Dhont (als Miss Poes) in The Masked Singer (VTM) Brecht en Dziubi in Blind Getrouwd (VTM) Overige genomineerden De mama's uit Zorgen voor mama (Eén) Tom Waes in Those Were the Days (VRT MAX) Erik Van Looy in The Masked Singer (VTM) Pleegmoeder Ingrid in Taxi Joris (Canvas) Prinses Delphine in Dancing With the Stars (Play4) Danira Boukhriss in de Allerslimste Mens ter Wereld (Play4) | Fien Germijns                      |                 |
| Mediamoment van het jaar    | Philippe verlaat De Mol (Play4)                           | Shortlist De Warmste Week (VRT) De ontmaskering van Conner Rousseau in The Masked Singer (VTM) Zatte madammen in De Ideale Wereld (Canvas) Overige genomineerden Erik Van Looy in James de musical (Play4) Danira Boukhriss wint de Allerslimste Mens ter Wereld (Play4) Caroline wil stoppen in Blind Gekocht (Play4) Radio 1 Sessie met Arno (Radio 1) Viv en Lowie gaan uit elkaar in Thuis (Eén) Afscheid van Mémé in Chateau Planckaert (Eén)          | Aster Nzeyimana                    |                 |
| Juryprijzen                 |                                                           | |                                    |                 |
| Doorbraak                   | Gloria Monserez                                           | — | Jani Kazaltzis                     |                 |
| Carrièreprijs               | Bart Peeters                                              | — | Nora Gharib                        |                 |
| Juryprijs                   | Roomies                                                   | — | Luc Appermont                      |                 |

## Statistieken
Een overzicht van personen/programma's die binnen één jaar het vaakst werden genomineerd en de meeste prijzen ontvingen:

### Meeste nominaties voor een tv-programma
| Nominaties | Programma                       | Aantal |
| ---------- | ------------------------------- | ------ |
| 5          | The Masked Singer               |        |
| 5          | De Allerslimste Mens ter Wereld | 1      |
| 2          | De Ideale Wereld                |        |
| 2          | James de musical                |        |
| 2          | De Mol                          | 2      |
| 2          | Restaurant Misverstand          |        |
| 2          | Thuis                           |        |

### Meeste nominaties voor een persoon of groep
| Nominaties | Figuur             | Aantal |
| ---------- | ------------------ | ------ |
| 3          | Danira Boukhriss   |        |
| 3          | Erik Van Looy      |        |
| 3          | Tom Waes           |        |
| 2          | Camille            |        |
| 2          | James Cooke        | 1      |
| 2          | Fien Germijns      |        |
| 2          | Maarten & Dorothee | 1      |
| 2          | Tom Waes           |        |

### Meeste nominaties en prijzen voor een zender
| Nominaties | Zender | Aantal |
| ---------- | ------ | ------ |
| 14         | Eén    |        |
| 12         | Play4  | 4      |
| 8          | VTM    |        |
| 3          | Canvas |        |

2022 · 2023 · 2024